# 克勉七世
克勉七世（拉丁語：Clemens PP. VII；1478年5月26日—1534年9月25日）原名儒略·德·美第奇（Giulio de' Medici），1523年11月19日當選教宗，同年11月26日即位至1534年9月25日為止。他於1513至1523年间為樞機。
克勉七世是教宗良十世堂弟，在他的父亲朱利亚诺·德·美第奇被刺身亡后一个月出生，由他的伯父洛伦佐·德·美第奇抚养长大。

## 生平
- 1527年5月6日，神圣罗马帝国军队在主帅波旁公爵查理阵亡后，攻占并洗劫了罗马城，教宗被困于圣天使城内。6月5日，教宗屈服，答应缴付杜卡特金币4,000元，另外又被要求付出赎金换取俘虏的自由。史称罗马之劫。

## 譯名列表
- 七世：天主教香港教區禮儀委員會：禧年專頁（页面存档备份，存于）作。
- 七世：香港天主教教區檔案　歷任教宗作。
- 克雷芒七世： 《大英簡明百科知識庫》2005年版、《世界人名翻譯大辭典》1993年版作克雷芒。